# Марьевка (Орловская область)
Марьевка — деревня в Свердловском районе Орловской области. Входит в состав Котовского сельского поселения.

## География
Деревня расположена на берегу реки Пирожково. 
Уличная сеть представлена четырьмя объектами: улица Ленинский посёлок, Лесная улица, Луговая улица и Полевая улица. 
Географическое положение: в 4 километрах от районного центра — посёлка городского типа Змиёвка, в 38 километрах от областного центра — города Орёл и в 355 километрах от столицы — Москвы.

## Население
| 2002 | 2010 |
| ---- | ---- |
| 209  | ↘169 |